# Yun Ok-hee
Yun Ok-hee (kor. 윤옥희, ur. 1 marca 1985) – koreańska łuczniczka, dwukrotna medalistka olimpijska. Startowała w konkurencji łuków klasycznych.
Największym jej osiągnięciem jest złoty medal igrzysk olimpijskich w Pekinie w 2008 roku w konkurencji drużynowej oraz brązowy medal wywalczony indywidualnie. Jest też dwukrotną drużynową mistrzynią świata (2009, 2013). W swej karierze cztery razy zdobyła medal igrzysk azjatyckich (2006, 2010).